# 荒憲一
荒 憲一（あら けんいち、1939年1月3日 - 2020年6月6日）は、日本出身のピアノ奏者。
福島県相馬市出身。東京芸術大学付属高校を経て東京芸術大学に進学し、田村宏と永井進にピアノを師事。1954年に全日本学生音楽コンクールの高校の部で第1位を獲得。
1963年、東京交響楽団との協演でデビュー。また、東京でデビューリサイタルの後に渡独し、国立ベルリン芸術大学に学びヘルムート・ロロフに師事。1966年にベルリン放送交響楽団と協演しドイツデビューを行ない、その成功によりベルリン・フィルハーモニー管弦楽団との協演、ベルリン・フィルハーモニーホールにおけるリサイタルが続き、これらの演奏会はドイツの高名な批評家ハンス・ハインツ・シュトゥッケンシュミットに認められ、高い評価を得て国際ピアニストとしての地位を確立した。その後はベルリン・フィル、チェコ・フィルをはじめとする欧州各国のオーケストラとの協演、及び数多くのリサイタル、また、国内でもN響、大阪フィル等すべての主要オーケストラとの協演、会国各地におけるリサイタルを行っている。
これまでにゲルト・アルブレヒト、シャル・デュトワ、アラン・フランシス、ツデニェック・コシュラー、朝比奈隆、外山雄三 等第一級の指揮者との協演も数多い。室内楽奏者としても意欲的で、1978年にはベルリンフィルの二人の首席奏者トーマス・ブランディス（ヴァイオリン）、オットマール・ボルヴィツキー（チェロ）と共にベルリン・フィルハーモニー・ピアノトリオ（現ベルリンピアノトリオ-1994年からチェロがヴォルフガング・ベッチャーに交代）を結成し、ベルリンフィルハーモニーホールにおけるデビューコンサートの後、共に来日して成功を収めている。また、京都市立芸術大学や大阪芸術大学などで後進の指導にも当たった。
2020年6月6日、ベルリンの自宅にて死去。